# Блуденц
Блу́денц (нем. Bludenz) — город - курорт и окружной центр в Австрии, в федеральной земле Форарльберг.
Входит в состав округа Блуденц. Площадь общины составляет 29,92 км², население — 14 961 человек (1 января 2021), плотность населения — 496 чел./км².

## География

### Соседние коммуны
| С-З |        | Нюцидерс    | Раггаль       | С-В |
| З   | Бюрс   | Роза ветров | Иннербрац     | В   |
| Ю-З | Лорюнс | Шталлер     | Бартоломеберг | Ю-В |

## История
Археологические находки показывают, что место было заселено ещё в бронзовом веке, это одно из самых старых поселений данного региона.
Первое упоминание о городе относится к 830 году. Он встречается в каролингских реестрах, называется также Плудено.
В период с 1098 по 1629 город девятнадцать раз пережил чуму, особенно страшные эпидемии были в период с 1143 по 1591.
В 1265 город был заново основан фамилией Верденбергов, в 1274 получил статус города.
Фридрих IV после поражения в Аппенцельской войне бежал без гроша в кармане через Арльберг в Тироль.
30 марта 1416 он добрался до Блуденца и стал стучаться в ворота, прося убежище. Горожане впустили его.
В 1444 и в 1491 город перенёс пожары. Сильный пожар 1 ноября 1638 уничтожил весь город

## Население
| Год  | Численность |
| ---- | ----------- |
| 1869 | 2466        |
| 1889 | 3151        |
| 1890 | 4501        |
| 1900 | 5361        |
| 1910 | 5870        |
| 1923 | 6019        |
| 1934 | 7583        |
| 1939 | 7738        |
| 1951 | 10178       |
| 1961 | 11127       |
| 1971 | 12273       |
| 1981 | 12891       |
| 1991 | 13369       |
| 2001 | 13701       |
| 2011 | 13701       |
| 2021 | 14961       |

## Политическая ситуация
Бургомистр коммуны — Йозеф Катценмайер (АНП) по результатам выборов 2005 года. Совет представителей коммуны (нем. Gemeinderat) состоит из 33 мест.
- АНП занимает 17 мест.
- СДПА занимает 11 мест.
- местный блок: 4 места.
- АПС занимает 1 место.